# Invasion ottomane du Magne (1803)
Pour les articles homonymes, voir Invasion ottomane du Magne.
L'invasion ottomane du Magne de 1803 est la deuxième d'une série d'invasions menées par les Ottomans pour soumettre les Maniotes (en). Le Magne est alors la seule région de Grèce que les Ottomans n'ont pas occupée en raison du terrain accidenté et de l'esprit rebelle de ses habitants. Les Maniotes ont causé des dommages aux Ottomans en s'alliant avec les Vénitiens à chaque guerre entre Venise et les Ottomans et se livrent aussi de manière habituelle à la piraterie. La précédente invasion ottomane de 1770 s'est soldée par une défaite et le retrait de l'envahisseur.
Tzanétos Grigorákis (el) est nommé bey du Magne et prend le nom de Zanetbey. Cependant, en 1798, il complote avec des agents français envoyés par Napoléon Ier pour organiser une invasion du Magne dans le Péloponnèse pendant que Napoléon attaque le Levant. Dès que les Ottomans l'apprennent, ils destituent Tzanétos, le jugeant hors-la-loi. Tzanétos continue cependant à communiquer avec les Français, qui lui envoient une cargaison d'armes. Lorsque les Ottomans en sont informés, ils envoient une armée sous le commandement du capitan pacha pour assiéger le fort insulaire de Tzanétos sur Kranái. Après un court siège, Tzanétos s'enfuit du fort et se cache dans les terres. Les Ottomans retournent alors à leur base de Tripoli.